# 방한준
방한준(方漢駿, 1906년 3월 6일 ~ 1950년 8월 27일)은 한국의 영화 감독이다. 본관은 온양.나운규, 이규환, 최인규와 함께 한국 영화 초창기, 일제강점기의 사실주의 영화를 대표하는 감독으로 꼽힌다.

## 생애
한성부 출신으로 선린상업학교를 졸업하고 도쿄의 쇼치쿠키네마에서 영화를 공부했다. 본래 감각이 뛰어나고 유행에 민감한 인물이었다고 회고된다. 백운행(白雲行) 또는 자운행(自雲行)으로 기록된 다른 이름이 있다.
일본 유학을 마치고 귀국한 후 1935년 《살수차》를 연출하여 데뷔했다. 시내에서 물을 뿌리는 청소 자동차를 소재로 다룬 《살수차》는 흑사병이 창궐하는 경성부 거리에 대한 암울한 현실 묘사가 사회 비판적이라는 이유로 검열을 당했다.
이후 정비석의 원작 소설을 영화화하여 문학과 영화의 성공적인 접목을 선보였다는 평을 듣는 문예영화 《성황당》(1939)과 한강 나루터 뱃사공 부자 간의 세대 갈등을 서정적이면서도 사실적인 독특한 세미다큐멘터리적 수법으로 세련되게 그린 영화 《한강》(1939)으로 능력을 인정 받았다. 특히 《한강》은 1930년대 후반 한국 영화 전체의 흐름 변화를 대표할 만큼 카메라의 기교 대신 심리적인 효과에 치중하고 있는 점이 돋보이며, 일상적 삶에 대한 묘사를 통해 사회적 모순을 축소적으로 보여주고 있다는 평을 들었다.
방한준은 감각적이고 뛰어난 연출력으로 내놓는 작품마다 화제를 모으면서 주목받는 신인 감독이 되었으나, 1940년에 조선영화령이 공포되면서 영화에 대한 규제가 크게 강화되면서 작품의 성향이 바뀌었다. 조선영화제작주식회사 연출과에 소속되어 태평양 전쟁 종전까지 4편의 영화를 연출했는데, 지원병 제도를 홍보하는 《승리의 뜰》(1940)을 시작으로 《풍년가》(1942), 《병정님》(1944), 《거경전》(1944) 등 모두 국책 영화이다.
조선총독부가 국책 영화 제작을 통한 태평양 전쟁 지원을 위해 구성한 조선영화인협회에도 참가하여, 2008년 민족문제연구소가 발표한 친일인명사전 수록예정자 명단 연극/영화 부문, 2009년 친일반민족행위진상규명위원회가 발표한 친일반민족행위 705인 명단에 포함되었다.
광복 후에는 조선영화동맹 중앙상임위원을 거쳐 안석주를 비롯한 우익 영화인들이 친목 모임으로 결성한 영화감독구락부에 가담 한 바 있으나 영화 연출작은 없다. 미군정 시기에 영화 부문을 관장하던 공보부 영화과장으로 재직하기도 했다.
1950년 발발한 한국 전쟁 중 실종되어 종적을 알 수 없다. 납북된 것으로 알려졌으며, 전쟁 중 자강도 만포시의 수용소에서 병사했다는 증언이 있다.

## 같이 보기
- 병정님

## 참고자료
- 강옥희,이영미,이순진,이승희 (2006년 12월 15일). 《식민지시대 대중예술인 사전》. 서울: 소도. 145~147쪽쪽. ISBN 9788990626264.